# W. M. Gorman
William Moore Gorman (17 de junio de 1923 a 12 de enero de 2003) fue un economista y académico irlandés. Predominantemente teórico, su trabajo más famoso versa sobre agregación y la separabilidad de las mercancías, y en este contexto desarrolló la forma polar de Gorman. En su carrera profesional Gorman fue profesor en Facultades tales como Oxford, London School of Economics, Johns Hopkins y Stanford, y en 1972 fue nombrado Presidente de la Econometric Society. Su trabajo es a menudo muy técnico y de naturaleza teórica, lo que hizo lo incomprensible para muchos de sus contemporáneos, pero sus las aplicaciones han dado a su obra una influencia duradera en la economía moderna.

## Primeros años
Gorman nació en Kesh en el condado de Fermanagh, Irlanda del Norte el 17 de junio de 1923. Pasó su primera infancia en Lusaka, Rhodesia, donde su niñera africana le llamó Terence, diciendo que William no era un nombre irlandés adecuada; posteriormente se le conoce como Terence, o 'Terry', a lo largo de su vida. Su padre falleció cuando Gorman tenía solo cuatro años de edad, regresó con su madre y su personal a su estado de familia en el condado de Fermanagh, Irlanda del Norte, donde se crio.
Asistió al Mount Temple College en Dublín, una escuela preparatoria exclusiva, y a la universidad Foyle en Derry antes de pasar a Trinity College, Dublín en 1941. De 1943 a 1946, sirvió en la Royal Navy. Finalmente se graduó en Trinity College en 1948 en Economía y en 1949 en Matemáticas, momento en el cual se vio involucrado con Alan Turing en el desarrollo de la computadora. Mientras que en el Trinity, conoció a su futura esposa, Dorinda. Gorman estuvo muy influenciado por el profesor de Trinity George A. Duncan, así como por el profesor James Davidson en Foyle College.

## Carrera académica
Comenzó su carrera académica en la Universidad de Birmingham en Inglaterra donde enseñó desde 1949 hasta 1962. Birmingham, en ese momento, era un importante centro de investigación teórica, con profesores tales como Frank Hahn, y Maurice McManus. Fue durante este período que introdujo rigurosamente lo que ahora se conoce como forma polar de Gorman en un artículo titulado, "En una clase de campos de preferencias", publicado en la revista Metroeconomica, en agosto de 1961.
Después de Birmingham, ocupó la Cátedra de Economía en Oxford desde 1962, y posteriormente el presidente en la Escuela de Economía de Londres en 1967, donde dio a conocer un programa de economía matemática al estilo americano. Fue miembro del Nuffield College de Oxford desde 1979, Asociado Senior de Investigación en 1984 y un miembro emérito en 1990. También pasó algún tiempo en los Estados Unidos como profesor visitante, comprometido en la investigación en las Universidades de Iowa, Johns Hopkins, Carolina del Norte, y Stanford.

## Enfoque de la economía
Gorman afirmaba que su primera educación en Trinity y Foyle le sirvieron para "pensar en las matemáticas y la economía como estilos de pensamiento, no colecciones de teoremas", y su experiencia en Birmingham le enseñó "a pensar en las ciencias sociales como una unidad con la historia como una forma de mantenerlos juntos". Con esta base, la teoría de Gorman se basa tanto en la investigación empírica como las opiniones y puntos de vista de los científicos sociales. Por encima de todo, sin embargo, Gorman fue un economista de talento matemático, y su inclinación por cuestiones interdisciplinarias solamente estaba presente en la medida de la diversidad de herramientas que utilizó o desarrolló para explorar los vínculos entre las preferencias individuales y el comportamiento del mercado.

## Premios, honores y cargos honorarios
- Presidencia de la Sociedad Econométrica en 1972
- Comunión de la Academia Británica
- Miembros de la Academia Europea
- Miembro honorario extranjero de la Academia Americana de las Artes y las Ciencias
- Miembro honorario extranjero de la American Economic Association
- Doctorado honorario de la University College de Londres
- Doctorado honorario de la Universidad de Birmingham
- Doctorado honorario de la Universidad de Southampton
- Doctorado honorario de la Universidad Nacional de Irlanda en 1986
- Miembro Honorario del Trinity College, Dublín

- Datos: Q7945812